# Саетгалиев, Зифкат Исламович
Зифкат Исламович Саетгалиев (род. 18 марта 1947 года в деревне Абдуллино, Илишевский район, Башкирская АССР, РСФСР, СССР) — советский и российский учёный, политический деятель, первый секретарь Альшеевского районного комитета КПСС Башкирской АССР, директор Башкирского научно-исследовательского проектно-технологического института животноводства и кормопроизводства, депутат Верховного Совета Башкирской АССР, депутат Государственной Думы ФС РФ первого (1993—1995) и второго созыва (1995—1999), депутат Государственного Собрания — Курултая — Республики Башкортостан, заслуженный работник сельского хозяйства Республики Башкортостан, доктор экономических наук.

## Биография
В 1965—1966 году работал в Илишевском районе Башкирской АССР учителем географии, математики, основ производства в четырёх школах района. В 1972 году получил высшее образование по специальности «агроном-экономист» в Башкирском сельскохозяйственном институте, где с 1972 по 1975 год работал старшим научным сотрудником. В 1978 году в Москве окончил аспирантуру Всероссийского научно-исследовательского института кибернетики и защитил диссертацию на соискание учёной степени кандидата экономических наук.
В 1978—1979 году работал в Башкирском сельскохозяйственном институте ассистентом кафедры. В 1979 году работал в Илишевском районе Башкирской АССР председателем колхоза имени Ульянова. С 1980 по 1982 год работал в Башкирском областном комитете КПСС инструктором отдела организационно-партийной работы. С 1982 по 1988 год — первый секретарь Альшеевского районного комитета КПСС. С 1988 по 1993 год работал директором Башкирского научно-исследовательского проектно-технологического института животноводства и кормопроизводства. Член Аграрной партии России, член президиума Башкирского республиканского отделения партии. С 1985 по 1993 год был депутатом Верховного Совета Башкирской АССР.
В 1993 году избран депутатом Государственной думы Федерального Собрания Российской Федерации первого созыва от Туймазинского одномандатного избирательного округа № 7 (Республика Башкортостан). В Государственной думе был заместителем председателя Комитета по вопросам местного самоуправления, входил в депутатскую группу «Россия».
В 1995 году избран депутатом Государственной думы Федерального Собрания Российской Федерации второго созыва от Туймазинского одномандатного избирательного округа № 7 (Республика Башкортостан). В Государственной думе был членом комитета по бюджету, налогам, банкам и финансам.
С 2000 по 2003 году работал генеральным директором Государственного унитарного сельскохозяйственного предприятия «Башптицепром». В 2003 году возглавлял Башкортостанское республиканское отделение Аграрной партии России. В 2003 году избран депутатом Государственного Собрания — Курултая — Республики Башкортостан третьего созыва, был председателем Комитета по аграрным вопросам, природным ресурсам, природопользованию и экологии.